# Sokwakhana Zazini
Sokwakhana Zazini (né le 23 janvier 2000 au Cap-Oriental) est un athlète sud-africain, spécialiste du 400 m haies.

## Carrière
Détenteur de la meilleure performance mondiale cadets, il devient champion du monde dans cette catégorie en 2017 à Nairobi avec un écart avec le second arrivé de près de 3 secondes. Le 17 mars 2018, il remporte les titres nationaux juniors, à la fois sur 400 m et sur 400 m haies, en portant son record personnel sur cette distance à 49 s 32 à Pretoria.
Le 14 juillet 2018, il remporte le titre du 400 m haies aux championnats du monde juniors de Tampere, en 49 s 42. Le 11 juillet 2019, il remporte la médaille d'argent sur la même distance lors de l'Universiade d'été de Naples, en 48 s 73, et devient à cette occasion le 10e meilleur performeur junior mondial de l'histoire.

## Palmarès
| Date | Compétition                    | Lieu         | Résultat | Epreuve     | Temps         |
| ---- | ------------------------------ | ------------ | -------- | ----------- | ------------- |
| 2017 | Championnats du monde cadets   | Nairobi      | 1er      | 400 m haies | 49 s 27       |
| 2017 | Championnats du monde cadets   | Nairobi      | 3e       | 4 x 400 m   | 3 min 24 s 45 |
| 2018 | Championnats du monde juniors  | Tampere      | 1er      | 400 m haies | 49 s 42       |
| 2019 | Championnats d'Afrique juniors | Abidjan      | 1er      | 400 m haies | 50 s 35       |
| 2019 | Universiade                    | Naples       | 2e       | 400 m haies | 48 s 73       |
| 2019 | Universiade                    | Naples       | 2e       | 4 x 400 m   | 3 min 03 s 23 |
| 2022 | Championnats d'Afrique         | Saint-Pierre | 1er      | 400 m haies | 49 s 42       |

## Records
| Épreuve     | Temps   | Lieu     | Date          |
| ----------- | ------- | -------- | ------------- |
| 400 m haies | 48 s 58 | Gaborone | 29 avril 2023 |